# Erasmoneura bipentagona
Erasmoneura bipentagona är en insektsart som först beskrevs av Beamer 1927.  Erasmoneura bipentagona ingår i släktet Erasmoneura och familjen dvärgstritar. Inga underarter finns listade i Catalogue of Life.